# Canoa Club Milano
Il Canoa Club Milano è una squadra sportiva di canoa e kayak italiana. E' affiliata alla Federazione Italiana Canoa Kayak (FICK). La sede nautica si trova a Castelletto di Cuggiono, nel Parco naturale lombardo della Valle del Ticino, a ridosso del Naviglio Grande.

## Storia
Venne fondata nel 1955 da A. Pagani e di Guglielmo Granacci come A.S. Canoa Club Milano. Fu una delle prime associazioni canoistiche fluviali italiane. Probabilmente la terza più vecchia d’Italia, preceduta dalla società di Merano e Gruppo Milanese della Canoa (club oggi dissolto e assorbito nell'Idroscalo Club).
Le prime attività del club negli anni cinquanta furono quelle fluviali esplorative e turistiche. I soci inizialmente portavano i loro kayak agli imbarchi e agli sbarchi sui grossi fiumi placidi del nord italia, come Adda, Ticino, Mincio, Adige, Po. Sul finire degli anni cinquanta vennero esplorati fiumi più tecnici come il Taro, il Trebbia, l'Enza, il Sesia, il Brembo, il Chiese, il Cervo e il Piave.
Negli anni sessanta le attività esplorative e turistiche si orientarono anche al centro italia. Iniziarono anche le attività agonistiche con lo svolgimento di competizioni, sia della discesa che dello slalom.
La società ebbe i primi campioni italiani Canepa e Rizzi nel C2 Discesa, Carlo Grigioni nel K1 Slalom e Andrea Alessandrini nel K1 discesa nel periodo dal 1959 al 1967. Carlo Grigioni venne convocato in nazionale.
Nel 2006 Valerio Zacchi rifondò la squadra agonistica e, con Paolo Sberna e Mario Colella costituì un gruppo di giovani canoisti specializzandoli nella disciplina dello slalom. Tra questi ci furono Christian De Dionigi, che iniziò a 14 anni e divenne campione iridato ai mondiali di Rio de Janeiro 2018 nel K1 Extreme, il quindicenne Paolo Ronga e Tommaso Fasoli di otto anni.

## Rivista Fiumi
La società dal 1962 al 1987 pubblicò la rivista fiumi, che fu un punto di riferimento costante per tutti i canoisti italiani ed europei. Il periodico venne ideato e concepito dall'allora Consiglio direttivo della società e contribuirono alla sua realizzazione in modo particolare Guglielmo Granacci e Vittorio Visconti.